# هيدا ستيرن
هيدا ستيرن (4 أغسطس 1910 – 8 أبريل 2011) كانت فنانة أمريكية مولودة في رومانيا وكانت عضوًا ناشطًا في مدرسة نيويورك للرسامين. ارتبطت أعمالها غالبًا بالتعبيرية التجريدية والسريالية.

## نشأتها وتعليمها
وُلدت ستيرن باسم هيدفيغ ليندينبيرغ في بوخارست، رومانيا، بتاريخ 4 أغسطس عام 1910. كانت ابنةً لوالدين يهوديين هما يوجين (ويكسلر قبل الزواج) وسيمون ليندنبيرغ، وهو معلم لغة. أصبح أخوها الأكبر وشقيقها الوحيد إدوارد ليندينبرغ (1908- 1973) قائدًا بارزًا في باريس.
عندما كانت صغيرةً، تعلمت ستيرن مع شقيقها الموسيقى واللغات. بالإضافة إلى الرومانية، تعلمت ستيرن قراءة الألمانية والفرنسية والإنجليزية. كانت تتحدث عن أهمية نصوص الفلسفة الألمانية وكتب تاريخ الفن في تطورها كفنانة. شُجعت ستيرن في البداية على دراسة البيانو، لكنها نجحت أخيرًا في إقناع والديها بالسماح لها بدراسة الفن بدلًا منه. بتشجيع من ماكس هيرمان ماكسي، الذي ذكرته ستيرن بوصفه طالبًا من طلاب والدها، بدأت بالتدريب الرسمي في عام 1918. كان أول معلم فنون لستيرن هو النحات فريدريك ستورك، أستاذ ماكسي السابق في جامعة بوخارست الوطنية للفنون.
في عام 1919، توفي سيمون والد ستيرن وتزوجت والدتها مجددًا. بحلول عام 1921، كانت ستيرن ملتحقةً بمعهد الآنسة تشويسي مانغارو، وهو مدرسة خاصة للبنات في بوخارست.
في نهايات عشرينيات القرن العشرين، سافرت ستيرن بشكل متكرر إلى فيينا حيث أخذت دروسًا في السيراميك في متحف تاريخ الفنون. في عام 1929، دخلت جامعة بوخارست حيث درست تاريخ الفن والفلسفة مع عدة شخصيات معتبرة، من ضمنهم تودور فيانو، وميرتشا فلوريان، وناي إيونيسكو. في عام 1932، تزوجت بفريدريك (فريتز) ستيرن (1905-1982؛ عُرف لاحقًا باسم فريدريك (فريد) ستافورد) وأوقفت تعليمها.

## بداية مسيرتها المهنية وسرياليتها
بالإضافة إلى عملها المبكر في أستوديو فريدريك ستروك، كانت ستيرن واحدة من عدة فنانين في بوخارست يعملون في استوديو مؤسس شركة دادا الرسام السريالي مارسيل جانكو، الذي عاد إلى بوخارست من سويسرا وفرنسا في عام 1921. أصبحت ستيرن عضوًا ناشطًا في المجتمعات الطليعية المزدهرة للفنانين والكُتّاب، وبهذه الطريقة، «كبِرت مع السريالية» كما تتذكر. كان من بين أصدقائها المقربين الفنان البنائي والسريالي فيكتور برونر وشقيقه ثيودور برونر وعائلتهما، والرسامان جولز بيراهيم وميدي ويكسلر، وزوج ويكسلر المستقبلي الشاعر السريالي غورغي دينو.
ابتداءً من نهايات عشرينيات القرن العشرين وعقب زواجها بفريتز ستيرن في عام 1932، سافرت ستيرن بشكل متكرر بين بوخارست وباريس، حيث درست لمدة وجيزة في مرسم فرناند ليغر وآندري لوتي، وفي أكاديمية غراند شوميير. أعادت ستيرن تواصلها في أغلب الأحيان مع فيكتور برونر في باريس في ثلاثينيات القرن العشرين، وتابعت من كثب التطورات في السريالية وحضرت المعارض. كانت تنجذب بشكل خاص إلى الممارسة السريالية العفوية وطورت بحلول نهايات ثلاثينيات القرن العشرين أسلوبها الخاص في بناء الكولاج العفوي. ضُمّنت بعض هذه الأعمال المعرض الحادي عشر لصالون المستقلين التابع للرابطة الفنية للمستقلين في بوابة فيرساي، حيث لفتت هذه الأعمال انتباه هانز آرب. في السنة التالية، عُرض عملها في صالون المستقلين السنوي الخمسين التابع لجمعية الفنانين المستقلين.